# Dmitrij Tarabin
Dmitrij Siergiejewicz Tarabin (ros. Дмитрий Сергеевич Тарабин; ur. 29 października 1991 w Berlinie) – mołdawski lekkoatleta, specjalizujący się w rzucie oszczepem, który od czerwca 2010 startuje w barwach Rosji.
W 2007 roku bez powodzenia startował w mistrzostwach świata juniorów młodszych, a w 2009 na eliminacjach zakończył swój udział w mistrzostwach Europy juniorów. Reprezentant Mołdawii w pucharze Europy oraz drużynowych mistrzostwach Starego Kontynentu. W lipcu 2010 roku zdobył dla Rosji brązowy medal mistrzostw świata juniorów. Brązowy medalista młodzieżowych mistrzostw Europy z Ostrawy (2011). W 2013 zwyciężył w uniwersjadzie oraz wywalczył brązowy medal mistrzostw świata. Piąty zawodnik mistrzostw Europy w Zurychu (2014).
Wielokrotny mistrz i rekordzista Mołdawii.
Jesienią 2012 poślubił rosyjską oszczepniczkę Mariję Abakumową.
Rekord życiowy: 88,84 (24 lipca 2013, Moskwa). Tarabin jest byłym rekordzistą Mołdawii w rzucie oszczepem (74,78 w 2010).

## Osiągnięcia
| Rok  | Impreza                                 | Miejsce          | Pozycja           | Wynik |          |
| ---- | --------------------------------------- | ---------------- | ----------------- | ----- | -------- |
| 2007 | II liga pucharu Europy                  | Zenica           | 11. miejsce       | 55,18 | Mołdawia |
| 2007 | Mistrzostwa świata juniorów młodszych   | Ostrawa          | el. – 23. miejsce | 62,45 | Mołdawia |
| 2008 | II liga pucharu Europy                  | Bańska Bystrzyca | 4. miejsce        | 67,39 | Mołdawia |
| 2009 | III liga drużynowych mistrzostw Europy  | Sarajewo         | 1. miejsce        | 69,63 | Mołdawia |
| 2009 | Mistrzostwa Europy juniorów             | Nowy Sad         | el. – 13. miejsce | 67,82 | Mołdawia |
| 2010 | Mistrzostwa świata juniorów             | Moncton          | 3. miejsce        | 76,42 | Rosja    |
| 2011 | Zimowy puchar Europy w rzutach          | Sofia            | 3. miejsce        | 78,61 | Rosja    |
| 2011 | Młodzieżowe mistrzostwa Europy          | Ostrawa          | 3. miejsce        | 83,18 | Rosja    |
| 2011 | Mistrzostwa świata                      | Daegu            | 10. miejsce       | 79,06 | Rosja    |
| 2012 | Zimowy puchar Europy w rzutach          | Bar              | 2. miejsce        | 79,94 | Rosja    |
| 2013 | Superliga drużynowych mistrzostw Europy | Gateshead        | 1. miejsce        | 85,99 | Rosja    |
| 2013 | Uniwersjada                             | Kazań            | 1. miejsce        | 83,11 | Rosja    |
| 2013 | Mistrzostwa świata                      | Moskwa           | 3. miejsce        | 86,23 | Rosja    |
| 2014 | Mistrzostwa Europy                      | Zurych           | 5. miejsce        | 81,24 | Rosja    |
| 2015 | Mistrzostwa świata                      | Pekin            | el. – 25. miejsce | 77,48 | Rosja    |
| 2015 | Światowe wojskowe igrzyska sportowe     | Mungyeong        | 5. miejsce        | 74,77 | Rosja    |